# Iris nelsonii
Iris nelsonii là một loài thực vật có hoa trong họ Diên vĩ. Loài này được Randolph miêu tả khoa học đầu tiên năm 1967.